# Hadji-Hamzali
Hadji-Hamzali é uma vila localizada no município de Štip, na República da Macedônia do Norte.